# Reorder point
Il Reorder point (punto di riordino) è il livello di scorte a magazzino in cui, non appena viene raggiunto, bisogna emettere un nuovo ordine di acquisto pari al lotto economico ("EOQ").
Il reorder point ha l'obiettivo di prevenire l'esaurimento delle scorte a magazzino che comprometterebbero la produzione. Per fare questo prende in considerazione due aspetti:
- Il tempo di evasione dell'ordine (lead time) che inoltriamo per rimpinguare le scorte. Infatti nei casi reali, dal momento che viene fatto un ordine di materiale al fornitore, al momento che questo viene consegnato e risulta disponibile presso il proprio magazzino, passa un tempo non nullo.
- Le scorte di sicurezza, ovvero un livello minimo di scorte che il magazzino dovrà avere per sopperire a incrementi di domanda o ritardi nelle consegne.

## Modello matematico
- {\displaystyle \mathrm {ReorderPoint(ROP)=ConsumoMedioNelLeadTime+ScorteDiSicurezza} }

Il consumo nel lead time è calcolato come il consumo medio giornaliero (calcolato come la media dei consumi storici) che prevediamo abbiano le scorte del magazzino moltiplicato per i giorni in cui è prevista la consegna delle nuove scorte.
Le scorte di sicurezza vengono calcolate mediante questa formula:
- {\displaystyle \mathrm {ScorteDiSicurezza=Z*DeviazioneStandard*{\sqrt {LeadTime}}} }
- La deviazione standard  è calcolata sui dati storici dei consumi.  Z è il livello di servizio che si vuol garantire (migliore è il livello di servizio che vogliamo garantire e maggiore dovrà essere la scorta di sicurezza).

Con il Reorder Point possiamo così calcolare il livello di scorte in magazzino che, una volta raggiunto, implicherà il dover inoltrare un nuovo ordine di acquisto di materiali. Il quantitativo di materiali da ordinare potrà essere calcolato con la procedura del Lotto economico.

## Esempio
Abbiamo un consumo medio giornaliero di 50 pezzi e il lead time per l'approvvigionamento di ulteriori pezzi è di 7 giorni, perciò:
Livello di riordino = consumo medio giornaliero x lead time in giorni = 50 pezzi x 7 giorni = 350 pezzi
Abbiamo perciò calcolato che quando rimaniamo con 350 pezzi a magazzino sarà necessario inoltrare un ordine. Una volta che il magazzino sarà arrivato a 0 arriverà il quantitativo di pezzi ordinato, così da poter mantenere la produzione inalterata. 
Questo però è rischioso. Infatti, se ad esempio ci troviamo con un ritardo nella consegna delle nuove scorte o un aumento della domanda, finiremo le scorte a magazzino prima che queste vengano rimpinguate.
Per ovviare a questo dovremo introdurre le scorte di sicurezza, ovvero un quantitativo di scorte su cui non dovremo scendere e che andranno sommate al livello di riordino.
Le scorte di sicurezza le calcoleremo così:
Scorte di sicurezza = Z*SQRT(Lead Time)*Deviazione Standard
Il reorder point diventa perciò:
Reorder point = 350 + Scorte di sicurezza